# 단석산

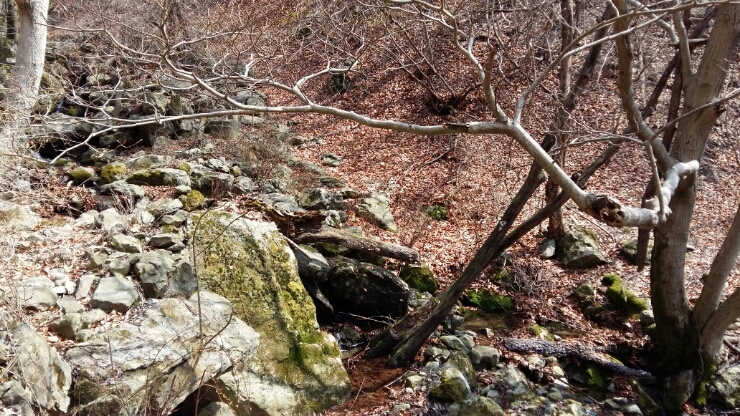
단석산 내부

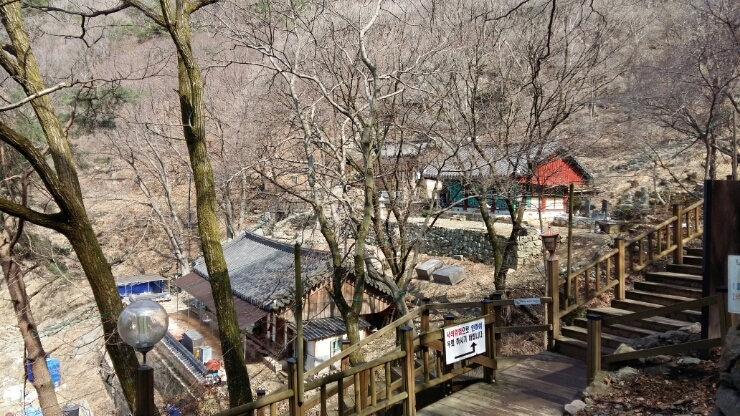
단석산 내부에 위치한 사찰 신선사

단석산(斷石山)은 대한민국 경상북도 경주시에 있는 산이다.
중턱에는 국보  제199호 경주 단석산 신선사 마애불상군이 위치하고 있다.

## 유래
김유신이 무술을 배워서 칼로 바위를 조개 다구 그래서 단석산으로 부르게 되었다.
한자 끊을 斷 돌 石  그래서 단석산이라고 불리게 된 전설이 존재하고 실제 산 정상에는 조갠 바위가 존재한다.
경주문화관광 보관됨 2007-10-11 - 웨이백 머신</ref>

## 같이 보기
- 한국의 산